# 奥托·诺伊曼
奥托·诺伊曼（德語：Otto Neumann，1902年8月28日—1990年4月12日），德国男子田径运动员。他曾代表德国参加1928年夏季奥林匹克运动会田径比赛，获得男子4×400米接力银牌。